# Djilsi
Djilsi de son vrai nom Sidjil Mahiddine Ben Gana, né à Paris le 25 avril 1997, est un vidéaste web et streameur français. Il se fait connaître en 2019 grâce à sa série de caméras cachées Cache la cam, notamment avec la vidéo Le Pire élève à la FAC, qui marque un tournant dans sa notoriété sur YouTube.

## Biographie

### Jeunesse et formation
Sidjil Mahiddine Ben Gana nait à Paris le 25 avril 1997, il grandit et passe toute sa jeunesse à Toulouse et Carcassonne,, où il fréquente notamment le collège Varsovie.  Il obtient son baccalauréat littéraire option Art avec mention assez bien. Il choisit avant tout cette option pour le côté audiovisuel. Il possède également son BAFA.

### Carrière

#### #DécouvreTonPays,Journal de BordetCache la cam(2018-2019)
En aout 2018, Djilsi se lance sérieusement dans la création de contenu sur YouTube avec sa série de vidéos #DécouvreTonPays. La même année, il crée une web-série, Journal de Bord, composé de six épisodes .
En 2019, il se fait connaître grâce à sa rubrique de caméra cachée Cache la cam. Le succès de sa vidéo Le Pire élève à la FAC lui permet de gagner 100 000 abonnés en une semaine . D'autres vidéos de la même série, comme Être insupportable dans le métro et Le Pire client à l’hôtel, ont également eu un certain succès.

#### Faire Toulouse-Paris à vélo, sans entraînement,Pékin HesspressetEscalader le Montblanc, sans entraînement(2021)
En mai 2021, il lance sa série Faire Toulouse-Paris à vélo, sans entraînement, dans laquelle il part du Capitole de Toulouse pour rejoindre Paris avec son ami Sacha. Ils atteignent leur destination en 10 jours.
En septembre 2021, il lance sa série Pékin Hesspress, inspirée de l'émission télévisée Pékin Express. À la différence de l'émission originale, ils réalisent le parcours sans argent, et l'équipe adverse choisit leur point de départ. La destination finale est le Capitole de Toulouse.
En décembre 2021, Djilsi publie sa série de vidéos Escalader le Mont-Blanc sans entraînement, où il se lance dans l'aventure de gravir le sommet du Mont-Blanc aux côtés de son ami Sacha.

#### GP Explorer et fin du groupe (2022-2023)
En septembre 2022, Djilsi et son ami Sacha Borg participe au Eleven All Stars un tournoi de football rassemblant des personnalités d'Internet lors de sa première édition au stade Jean-Bouin, diffusée sur Twitch. Djilsi occupe le poste de gardien de but,.
En octobre 2022, Djilsi participe à la première édition du GP Explorer, un événement automobile organisé par Squeezie sur le circuit Bugatti. Il forme un duo avec Manon Lanza, soutenu par l’écurie Alpine. Durant cette première édition, Djilsi adopte un style de conduite agressif, ce qui lui permet de se faire remarquer sur la piste. Djilsi termine à la 7ᵉ place sur 22 participants.
En septembre 2023, Djilsi participe au GP Explorer 2 en duo avec Theodort, toujours représenté par l’écurie Alpine. Il termine la course à la 14e place sur 24 participants.
Le groupe formé par Djilsi, Benji, Sacha et Marceau se sépare en raison de divergences croissantes au sein de l’équipe. Djilsi évoque la difficulté de « gérer les états d'âme de chacun sur chaque truc », ce qui freine la créativité collective. Il exprime également un besoin de se recentrer sur sa propre identité et de créer du contenu en solo, affirmant : « J'ai ce besoin de revenir à une identité individuelle, de me retrouver tout seul ». Malgré cette décision, il estime que le groupe a réussi à « ramener un truc nouveau » et préfère « arrêter maintenant » pour préserver leur impact. 

#### DTR Fight et Kings League France (2024-2025)
Le 7 décembre 2024, Djilsi participe au DTR Fight, un événement de boxe opposant plusieurs créateurs de contenu français. Il affronte Mastu dans l'avant-dernier combat de la soirée. Le match se déroule en trois rounds et est marqué par un engagement des deux adversaires. À l'issue du combat, Mastu est déclaré vainqueur par décision des juges. 
En mars 2025, Djilsi rejoint la Kings League France en tant que coprésident de l’équipe Unit3d, aux côtés de Squeezie et Maxime Biaggi. La Kings League, initiée par l'ancien footballeur Gérard Piqué, propose des règles non conventionnelles visant à rendre le football plus spectaculaire et dynamique.

## Filmographie

### Télévision
- 2025 : Bref. 2 de Kyan Khojandi et Bruno Muschio : Brange, membre des Canards Boiteux